# Nicolas Thyrel de Boismont
Nicolas Thyrel de Boismont (* um 1715 bei Rouen; † 20. Dezember 1786 in Paris) war ein französischer Theologe und Prediger.

## Leben
Boismont war nach dem Theologiestudium Generalvikar in Amiens, Domherr in Rouen und Kommendatarabt des Klosters Grestain. Früh galt er als eloquenter Redner, wohl auch deshalb rief man ihn 1749 nach Paris und er wurde Hofprediger von Ludwig XV. 1750 hielt er eine vielbeachtete Lobrede auf Ludwig IX., den heiligen Ludwig.
Häufig verkehrte er in den Kreisen der Philosophes und im Literarischen Salon von Julie de Lespinasse. 1755 wurde er zum Mitglied der Académie française gewählt – trotz einer Affäre mit der Herzogin von Chaulnes. Für die Académie hielt er zahlreiche Grabreden für Mitglieder des Königshauses, darunter für den Dauphin  Louis Ferdinand de Bourbon, Königin Maria Leszczyńska, König Ludwig XV. und für die spanische Infantin und Dauphine Maria Theresia Rafaela von Spanien.
Das Gesamtwerk seiner Predigten wurde von Jacques Paul Migne 1854 veröffentlicht.

## Werke
- Discours prononcés dans l’Académie française, le samedi 25 octobre 1755, à la réception de M. l’abbé de Boismont (par le récipiendaire et l’abbé Alary). Brunet, Paris, 1755
- Lettres secrètes, sur l’état actuel de la religion et du clergé de France, à M. le marquis de..., ancien mestre de camp de cavalerie, retiré dans ses terres. 1781–1783
- Œuvres oratoires complètes. Édition Migne, Petit-Montrouge, 1854
- Oraison funèbre de Louis XV, roi de France et de Navarre, surnommé le Bien-Aimé, prononcée dans la chapelle du Louvre le 30 juillet 1774. Demonville, Paris, 1774
- Oraison funèbre de Marie Leczinska, reine de France et de Navarre, prononcée dans la chapelle du Louvre, le 22 novembre 1768. Regnard, Paris, 1768
- Oraison funèbre de Marie-Thérèse, archiduchesse d’Autriche, impératrice douairière... prononcée dans la chapelle du Louvre le 1er juin 1781. Demonville, Paris, 1781
- Oraison funèbre de Louis Dauphin, prononcée dans la chapelle du Louvre le 6 mars 1766. Regnard, Paris, 1766
- Panégyrique de Saint Louis, prononcé dans la chapelle du Louvre... le 25 août 1750. B. Brunet, Paris, 1750
- Suite des Lettres secrètes sur l’état actuel de la religion et du clergé de France, à M. le marquis de ***, ancien mestre de camp de cavalerie, retiré dans ses terres